# Antonina Afanasjewna Botschkarjowa
Antonina Afanasjewna Botschkarjowa (russisch Антонина Афанасьевна Бочкарёва; * 10. März 1924 im Dorf Wosdwischenka, Rajon Tschapajewsk; † 5. Juli 1997) war eine sowjetische bzw. russische Augenärztin und Hochschullehrerin.

## Leben
Nach dem Mittelschulabschluss mit Auszeichnung am Vorabend des Deutschen Angriffskriegs gegen die Sowjetunion wurde Botschkarjowa mit Komsomol-Fahrkarte zur Arbeit in ein Werk der Rüstungsindustrie geschickt. Sie konnte 1944 das Studium am Medizinischen Institut Kuibyschew beginnen, das sie 1949 mit einem hervorragenden Diplom abschloss. Sie blieb dort als Assistenzärztin und dann Aspirantin am Lehrstuhl für Augenheilkunde bei Tichon Jeroschewski, wo sie erfolgreich ihre Kandidat-Dissertation verteidigte.
Als Dozentin leitete Botschkarjowa ab 1959 nach Gewinn des Ausschreibungswettbewerbs den Lehrstuhl für Augenheilkunde des Medizinischen Instituts Orenburg. Sie wechselte 1964 an das Medizinische Institut Rostow am Don, um dort den Lehrstuhl für Augenheilkunde bis 1987 zu leiten. Sie verteidigte 1966 mit Erfolg ihre Doktor-Dissertation über den überreifen milchigen Katarakt und seine Komplikationen. Entsprechend ihrem Vorschlag fand 1975 in Rostow am Don der III. Allrussische Augenärzte-Kongress statt. Mit Jeroschewski gab sie 1977 das Lehrbuch der Augenheilkunde heraus (mit weiteren Auflagen 1983 und 1989). Mit Juri Alexandrowitsch Iwanischko gründete sie 1982 das Nordkaukasische Augenheilzentrum (jetzt Zentrum für Augen-Laser-Mikrochirurgie Südrusslands der Augenklinik InterJuNA in Rostow am Don). Sie war Mitglied der Problem-Kommission für Augengeriatrie des Gesundheitsministeriums der UdSSR.

## Ehrungen, Preise
- Jubiläumsmedaille „Zum Gedenken an den 100. Geburtstag von Wladimir Iljitsch Lenin“
- Beste des Gesundheitswesens
- Beste der Hochschulen
- Erfinderin der UdSSR
- Bestarbeiterin des IX. Fünfjahresplans (1971–1975) und des X. Fünfjahresplans (1976–1980)
- Preis der Allunionsgesellschaft der Erfinder und Rationalisatoren (WOIR) unter den Frauen (1980)[1]